# Messor sultanus
Messor sultanus är en myrart som beskrevs av Santschi 1917. Messor sultanus ingår i släktet Messor och familjen myror. Inga underarter finns listade i Catalogue of Life.